# Britt Vanhamel
Britt Vanhamel est une joueuse de football belge née le 29 décembre 1995, évoluant au poste de défenseur ou milieu défensif central.

## Biographie
Elle commence sa carrière au Lierse SK, puis joue au RSC Anderlecht en 2013-2014. À partir de 2014, elle évolue au Standard de Liège. En 2016, elle joue à Oud-Heverlee Louvain. En 2018, elle revient au RSC Anderlecht.

## Palmarès
- Championne de Belgique en 2016 avec le Standard de Liège et en 2019,2020 et 2021 avec le RSC Anderlecht
- Vainqueur de la BeNe Ligue en 2015 avec le Standard de Liège

## Statistiques

### Ligue des Champions
- 2014-2015 : 3 matchs avec le Standard de Liège
- 2015-2016 : 2 matchs avec le Standard de Liège
- 2018-2019 : 3 matchs avec le RSC Anderlecht
- 2019-2020 : 5 matchs, 1 but avec le RSC Anderlecht